# Крюкова, Нина Фоминична
Нина Фоминична Крюкова (Шубникова) (род. 5 декабря 1932, Москва) — советская пловчиха. Семикратная чемпионка СССР. Мастер спорта СССР. Заслуженный тренер РСФСР.

## Биография
Выступала под флагом общества «Динамо» (Москва) (1949—1958).
Специализировалась в плавании вольным стилем.
Чемпионка СССР на дистанции 400 м вольным стилем (1952—1955) и в эстафете 4× 100 м вольным стилем (1951—1953). Серебряный призёр чемпионата страны 1958 года на 400 м вольным стилем и бронзовая медалистка 1956 года на этой же дистанции. В 1952—1954 была трёхкратной рекордсменкой СССР на 400 м и в эстафете 4×100 м вольным стилем.
Выпускница Государственного центрального ордена Ленина института физической культуры (ГЦОЛИФК). Многие годы провела на тренерской работе в школе плавания «Динамо» в Москве. Подготовила группу известных пловцов, в том числе чемпионку страны и рекордсменку Европы Н. Петрову и чемпиона страны Г. Давыдова.
Муж — заслуженный мастер спорта по плаванию Николай Крюков (1925—1994).